# Ztracený dopis
Ztracený dopis (v irském originále The Lost Letter) je irský krátkometrážní film z roku 2016. Režisérem filmu je Kealan O’Rourke. Hlavní roli ve filmu ztvárnila Kate Winslet.

## Obsazení
| Kate Winslet | vypravěčka |